# Anitta (cantant)
|  | No s'ha de confondre amb el rei hitita Anitta. |

Anitta, nom artístic de Larissa de Macedo Machado (Rio de Janeiro, 30 de març de 1993), és una cantant, compositora, ballarina, presentadora, actriu i empresària brasilera.
Va encetar la seva carrera artística l'any 2010 i des de llavors ha publicat cinc àlbums d'estudi, d'estils pop i funk carioca. Ha guanyat diversos MTV EMA i MTV VMA, a més de ser nominada als Premis Grammy i Grammy Llatins. Segons dades de la plataforma Spotify, va ser l'artista pop més escoltada al Brasil en la dècada del 2010, col·locant també dues de les seves cançons en el Top 10 de la dècada.

## Biografia

### Inicis
Larissa va néixer al barri carioca d'Honório Gurgel. És la filla petita de la paraibana Míriam Macedo i el mineiro Mauro Machado. Els pares van separar-se quan la cantant encara no havia fet els dos anys. Té un germà, Renan, que l'acompanya en les tasques de producció musical, i un germanastre per part de pare, Felipe. Anitta no va saber de l'existència d'aquest fins al 2019.
Als vuit anys, va entrar en el cor de l'església de Santa Llúcia, al seu barri natal, el primer contacte de Machado amb el món musical. D'adolescent va rebre lliçons de ball. Amb 16 anys va concloure els seus estudis, un grau mitjà en administració. En aquella època va publicar els seus primers vídeos a YouTube, on hi cantava i ballava.
Per triar el seu nom artístic, Anitta, es va inspirar en la protagonista de la minisèrie Presença de Anita (TV Globo, 2001), paper interpretat per na Mel Lisboa.

### Debut professional

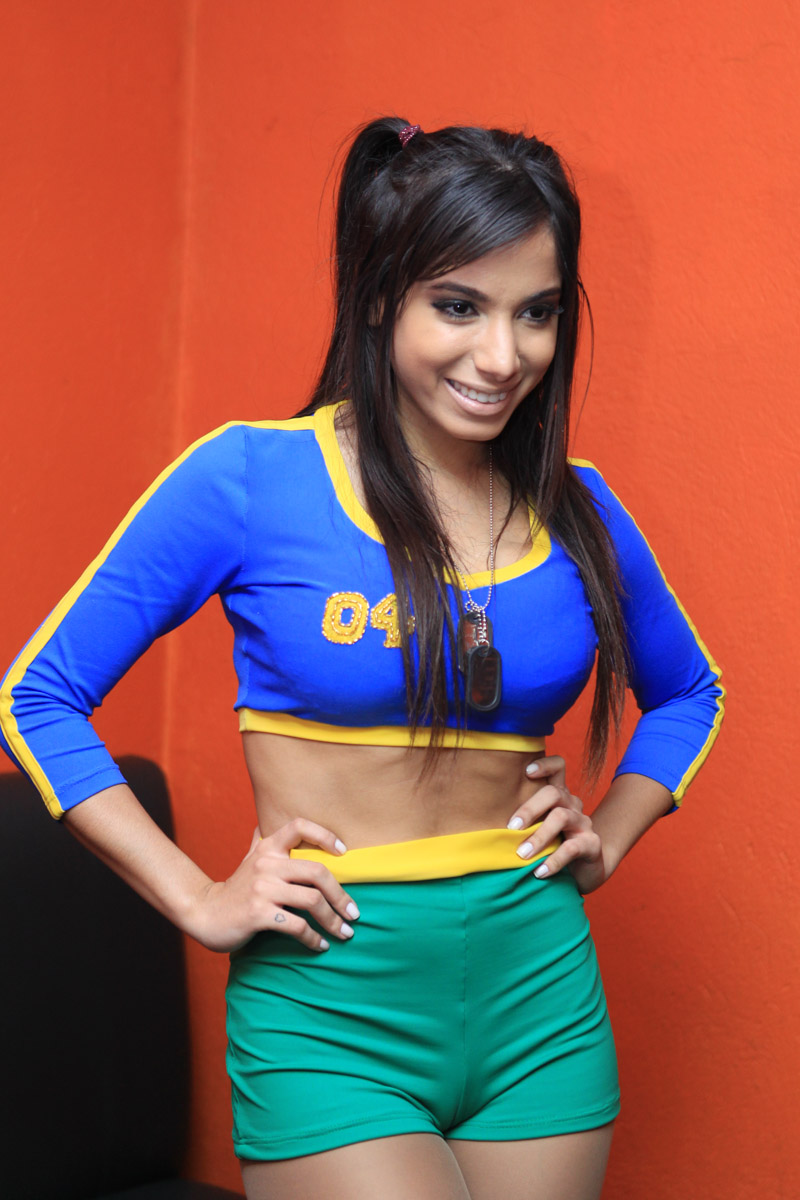
2013

El 2010, Renato Azevedo, un productor musical de la discogràfica Furacão 2000. especialitzada en funk carioca, va fitxar-la després de veure els vídeos del seu canal. "Batutinha" va ser qui va tenir la idea d'escriure Anitta, amb doble "t". Aquell mateix any, Anitta llança el seu primer senzill, Eu vou ficar, inclòs en un DVD recopilatori de la companyia.
La primera aparició en televisió va ser el 16 de maig de 2012, en el programa Cante se puder, de la cadena SBT. Va versionar el tema Exttravasa, de Cláudia Leitte. Setmanes després, Anitta va signar amb la mànager Kamilla Fialho, després que aquesta pagués R$ 226.000 per trencar el contracte amb Furacão. Fialho va ser la productora del seu primer hit a nivell nacional: el videoclip de Meiga e abusada va ser llançat directament a YouTube. L'èxit obtingut pel tema va propiciar-li un contracte amb la Warner Music, signat el gener de 2013. Va ser la primera peça d'Anitta en formar part de la banda sonora d'una telenovel·la de la Globo (Amor à vida), on també va tenir un petit paper on sortia interpretant aquesta cançó.
El 6 de juny de 2013, veuria la llum el seu primer LP, Anitta. Incloïa diverses cançons enregistrades amb l'antiga companyia i algunes cançons noves. El single promocional fou Show das poderosas, cançó que va causar un fort impacte en el mercat musical, amb més de 10 milions de visualitzacions a la plataforma YouTube i dos premis Multishow. L'àlbum va arribar al nº 1 de les llistes de vendes i va aconseguir la certificació de platí. Anitta va ser declarada artista de l'any per iTunes Brasil i artista revelació per l'Associació Paulista de Crítics d'Art.
Durant la gira es va enregistrar un DVD amb talls dels seus concerts. Va titular-se Meu lugar i el seu senzill de promoció fou Blá blá blá, llançat el 23 de març de 2014. Aquell any, Anitta va debutar en el cinema, amb un paper en la comèdia Copa de elite, dirigida per Vitor Brandt i ambientada en la celebració de la Copa del Món de Futbol de Brasil 2014.

### Consolidació al Brasil

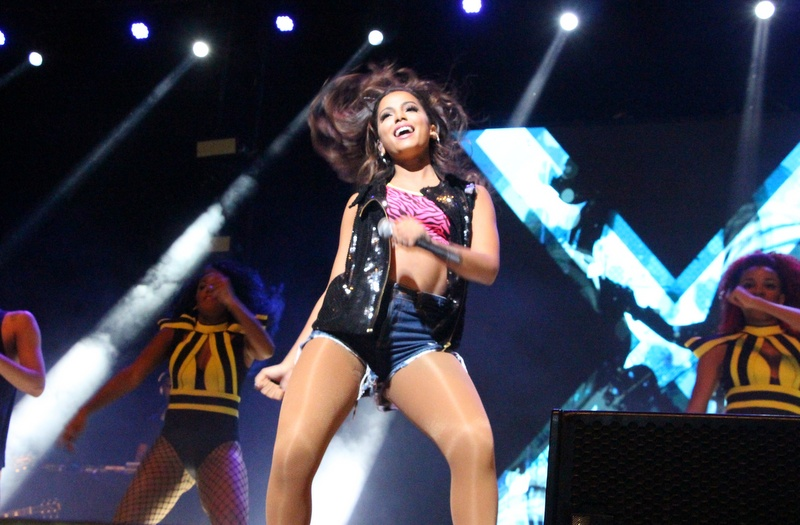
2015

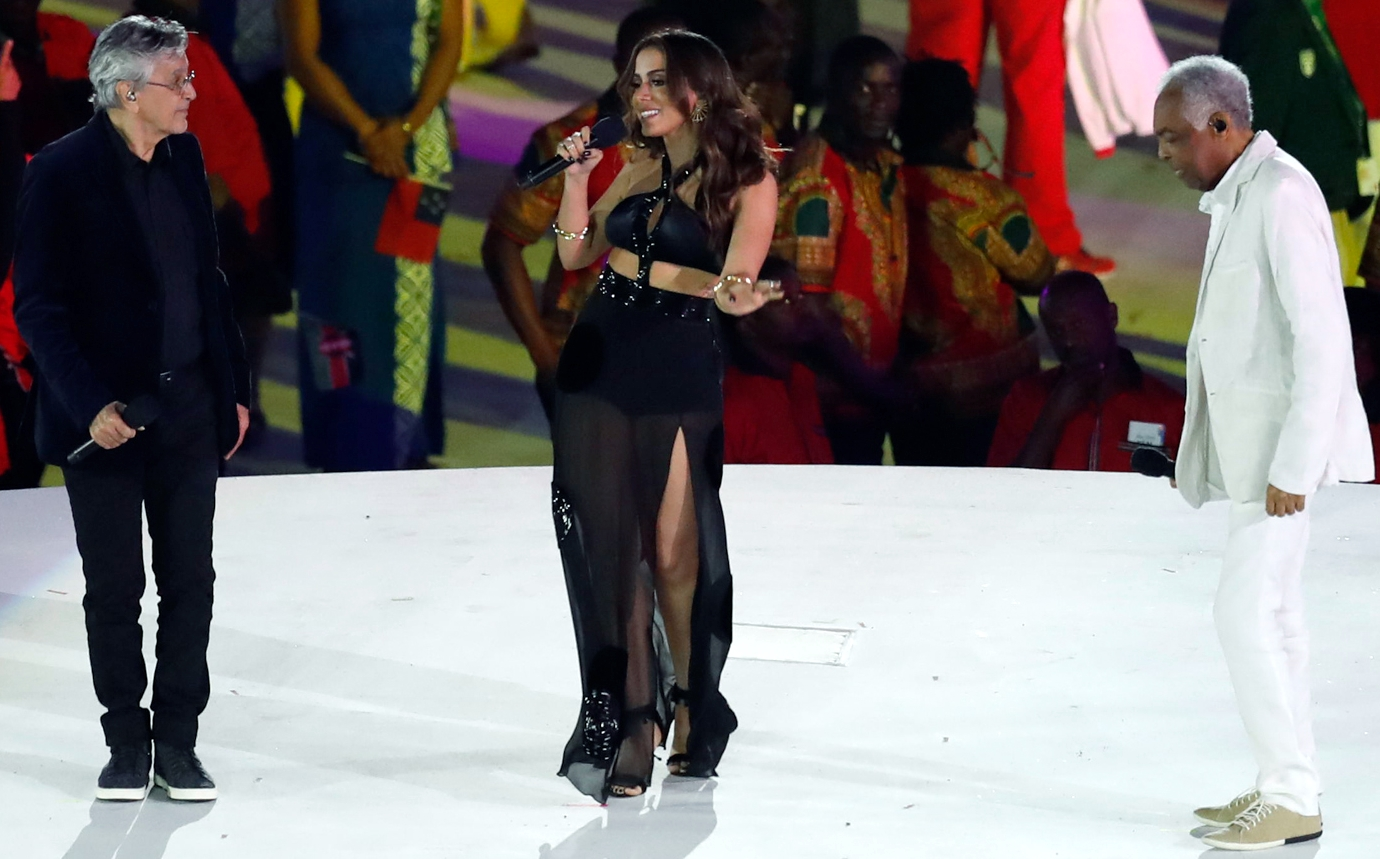
Actuació a la cerimònia inaugural dels Jocs de Rio 2016

El DVD Meu lugar va coincidir amb el llançament del seu segon treball d'estudi: Ritmo perfeito (2014). El primer single va ser Cobertor, un duet amb el raper Projota, amb qui ja havia col·laborat precisament en el DVD anterior. La presència del CD a les ràdios i televisions va ser extensa, traient tres senzills més (Na batida, Ritmo perfeito i No meu talento).
Sense temps per descansar, el 2015 Anitta va publicar un nou àlbum, el tercer de la seva carrera: Bang!. Es promocionaren quatre senzills: Deixa ele sofrer, Bang, Essa mina é louca i Cravo e canela. Aquest LP va significar un pas endavant en la seva carrera artística, amb una estètica i un ritme encaminats a la internacionalització de la cantant. Tant Bang! com l'anterior Ritmo perfeito, van obtenir sengles discs d'or.
Aquell any va guanyar el seu primer MTV Europe Music Awards. També col·labora amb diversos artistes: la banda brasilera Jota Quest, els colombians J Balvin i Maluma o amb l'italià Andrea Bocelli. L'any 2016 debuta com a presentadora en el programa Música boa ao vivo, de la cadena Multishow. Destaca també la seva participació a la cerimònia d'obertura dels Jocs Olímpics de Rio 2016, quan va interpretar el samba Isso aqui, o que é? (Sandália de prata) de la mà de Gilberto Gil i Caetano Veloso.

### Artista internacional i multiplataforma
Anitta va iniciar el 2017 amb noves col·laboracions musicals, que van tenir una gran recepció a les llistes musicals brasileres: Loka, amb Simone & Simaria i Você partiu meu coração, amb Nego do Borel i Wesley Safadão, El mes de maig van veure la llum les seves primeres cançons en llengua estrangera: una en anglés, un duet amb Iggy Azalea (Switch) i una cançó en castellà, cantant en solitari: Paradinha. El 30 de juliol va publicar-se Sua cara, un hit dels estatsunidencs Major Lazer amb les veus d'Anitta i Pabllo Vittar, que va romandre cinc setmanes a la llista d'èxits dance i electrònica Billboard. En el dia de la seva estrena a YouTube, el videoclip va ser el setè de la història amb major nombre de visualitzacions, amb 17,8 milions.

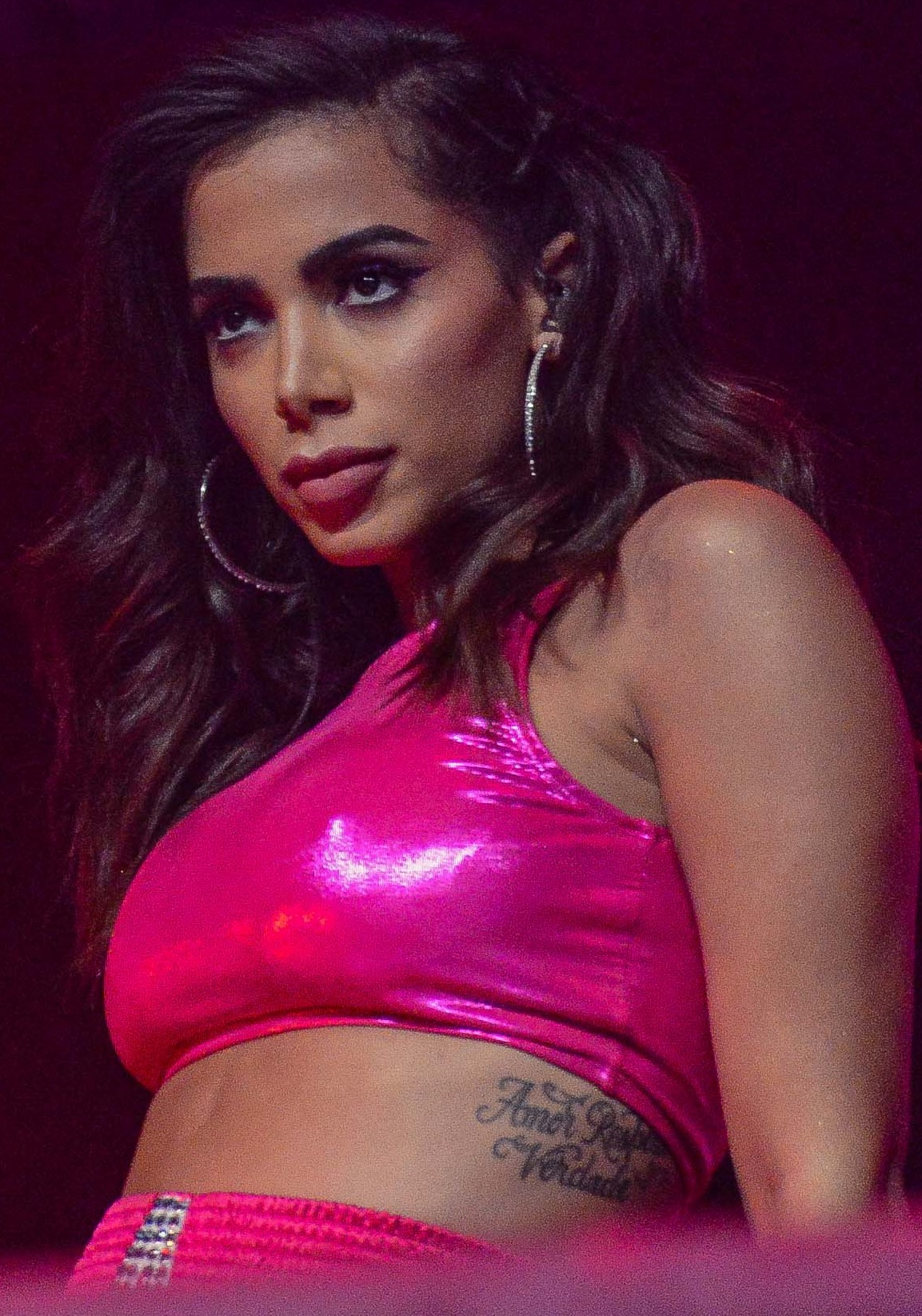
2017

Durant la segona meitat d'any, la carioca va signar un acord amb la multinacional de moda C&A, en que la tèxtil col·laboraria en la publicació de quatre senzills en mesos consecutius, de setembre a desembre; mentre que Anitta vestiria roba de la marca en els videoclips, actuacions i aparicions davant dels mitjans. En aquest projecte, que rebé el nom Checkmate, Cada cançó tenia un estil diferent: Will I see you era una barreja de pop suau i bossa nova; Is that for me era un tema dance, amb participació del DJ suec Alesso; Downtown, un reggaeton amb J Balvin (amb la que va entrar en el Top 50 Global de Spotify) i, per acabar, Vai malandra, un funk. L'estrena del vídeo d'aquest tema va ser un èxit sense precedents: a la plataforma YouTube, la millor marca en l'estrena d'una cançó brasilera pertanyia al sertanejo Luan Santana, amb 7,7 milions de reproduccions en 24 hores; Anitta va superar aquesta xifra en menys de 8 hores.
L'any 2018, Anitta va estrenar un nou programa de TV a la cadena Multishow. Titulat Anitta entrou no grupo, es tractava d'un concurs musical amb la presència de cantants, i que va estar en antena durant dues temporades. També va intervenir en el talent show The voice, en les seves edicions brasilera i mexicana.
La plataforma Netflix va produir una sèrie documental sobre la cantant, que va rebre el nom Vai Anitta. En els sis capítols emesos, el 16 de novembre, es veia el dia a dia de l'artista, el seu camí com música i empresària, els avanços de la seva carrera internacional, així com reflexions d'amics i familiars. També el 2018, es va estrenar la primera temporada del Clube da Anittinha, una sèrie de dibuixos animats on els protagonistes estan inspirats en la cantant, la família i col·laboradors més propers. La segona temporada es va estrenar el 2019 i la tercera, el 2021. Les dues primeres temporades van tenir el seu corresponent CD amb la banda sonora de la sèrie, amb cançons interpretades per l'Anitta.
En la seva faceta com a intèrpret, aquell any va estrenar col·laboracions amb J Balvin, Wesley Safadão, Matheus & Kauan, Silva, Jojo Maronttinni, Greeicy o Dj Zulu. En solitari, va llançar el tema Medicina, cantada en castellà i que li va rendir un premi Latin AMAs al millor videoclip de l'any. El 9 de novembre va publicar un nou EP, titulat Solo, amb tres noves músiques.

### L'era Anitta

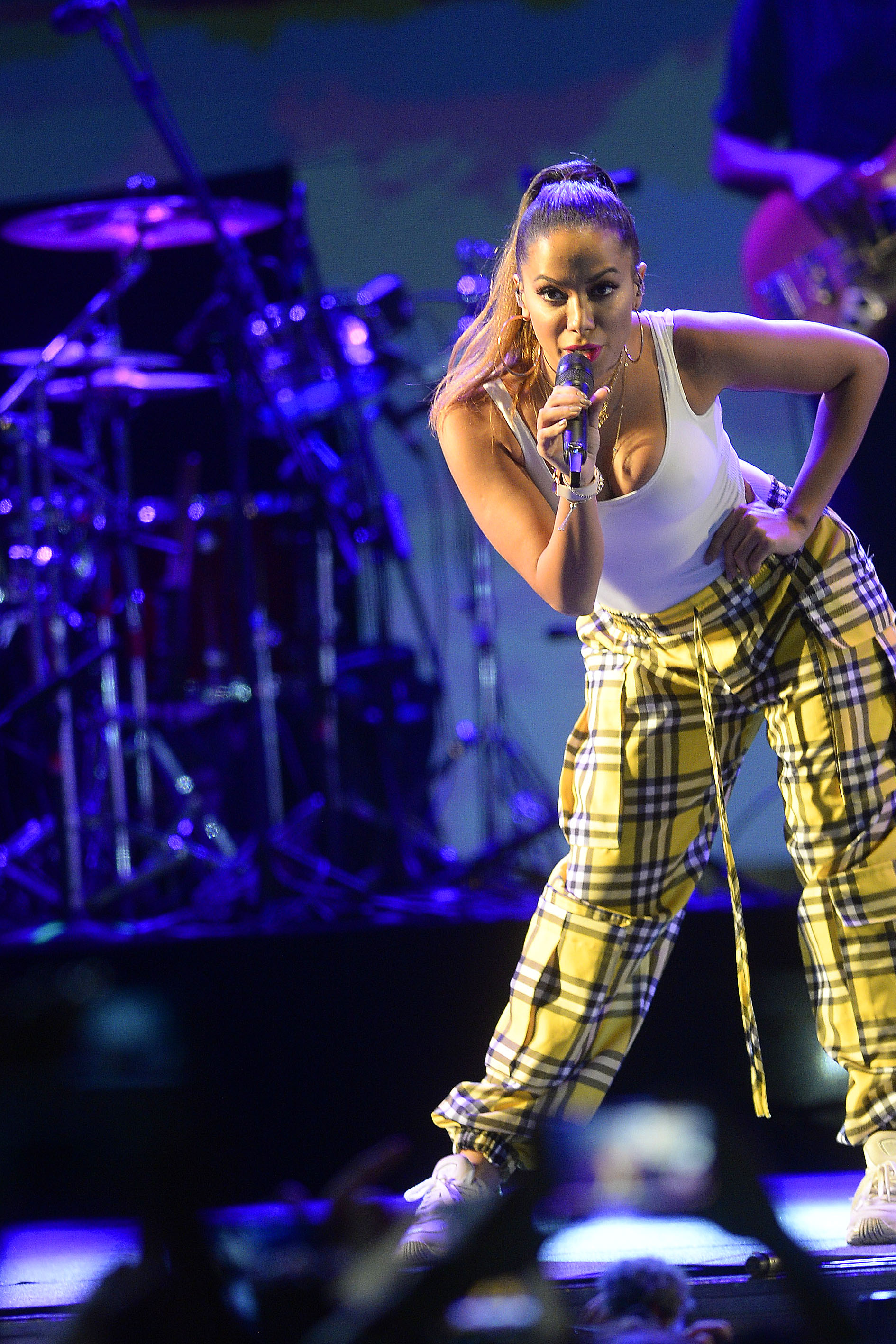
2019

El 2019 va engegar amb nous senzills d'Anitta, en duets amb Kevinho, J Balvin (per quarta vegada), Natti Natasha, Ludmilla i Sofía Reyes. Finalment, el 5 d'abril, va ser publicat l'esperat quart disc de la cantant, que va ser batejat amb el nom Kisses. Amb cançons en portuguès, castellà i anglès, va comptar amb participacions de Ludmilla, Becky G, Snoop Dogg, Alesso, Prince Royce i Caetano Veloso. Va rebre el disc de diamant per superar les 300.000 còpies venudes, va entrar en les llistes d'èxit d'Espanya i EUA i va rebre una nominació al Grammy Llatí, en la categoria de millor àlbum de música urbana - sent derrotada per Bad Bunny.
A principis d'any, la cantant va anunciar que al 2019 hi hauria una «sobredosi d'Anitta» i un dels llançaments més sorprenents va arribar el mes de juny, quan va participar en una cançó amb la "reina del pop", Madonna: Faz gostoso, on ambdues canten en portuguès i anglès. Les col·laboracions amb artistes de diferents gèneres va continuar amb Major Lazer, Luis Fonsi, Ozuna, Léo Santana, Black Eyed Peas, Vitão, Marília Mendonça, Lexa, Luísa Sonza, MC Rebecca, Melim i MC Cabelinho. En total, aquell any van sonar 27 cançons noves d'Anitta en ràdio i televisió, acumulant més de 1.427 milions de visualitzacions en YouTube.
Va ser una de les caps de cartell del festival Rock in Rio, celebrat el mes d'octubre. El 23 de novembre, Anitta va actuar en la cerimònia d'obertura de la final de la Copa Libertadores, disputada a Lima. Amb Sebastián Yatra, Fito Páez i Tini, va cantar Y dale alegría a mi corazón.
Aquest any va ser publicada la primera biografia sobre la cantant, Furacão Anitta, escrit pel periodista Leo Dias. S'hi explica els seus inicis i consolidació en la indústria musical, així com anècdotes de la cantant amb altres artistes.
A començaments de 2020 encara degotejaven les participacions amb altres artistes, com Psirico, Preto Show o el canari Don Patricio, amb qui va regravar el hit Contando lunares. Amb MC Lan i Major Lazer va publicar Rave da favela, cançó que va rebre una nova nominació al Grammy Llatí, la setena de la carioca.
El febrer de 2020 va participar en quatre episodis de l'aclamada telenovel·la Amor de mãe.

### La noia de Rio:Versions of Me

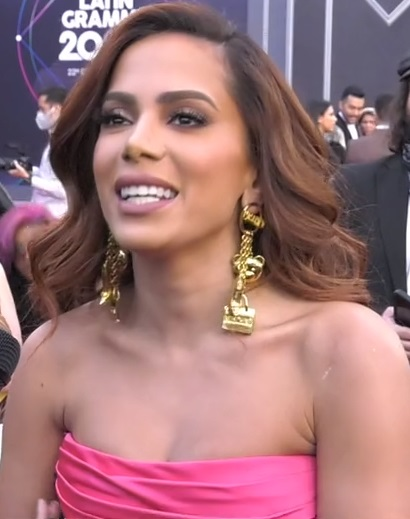
2021

Anitta va aprofitar la primera onada de la pandèmia de COVID-19 per començar a produir el seu cinquè treball, amb el títol provisional Girl from Rio. Programat inicialment per finals d'aquell any o inicis de 2021, la seva estrena es va veure ajornada previsiblement fins al maig o juny de 2022, degut a nous treballs en la postproducció de l'àlbum i la inclusió de més col·laboracions amb altres artistes. Dintre del projecte de promoció del seu proper treball, Anitta va protagonitzar una nova sèrie documental per la Netflix. Els sis capítols d'Anitta, made in Honório, van ser estrenats el 16 de desembre de 2020. L'obra va ser nominada al Gran Premi de Cinema Brasiler.
Segons es va anant informant, aquest nou LP estaria enfocat directament al mercat internacional, amb majoria de lletres en anglès i castellà. Els primers quatre senzills estrenats van ser: Me gusta (amb Cardi B i Myke Towers), Girl from Rio, Faking love (amb Saweetie) i Envolver. Aquesta última, un reggaeton cantat en castellà, va arribar a la primera posició de la llista "Top 50 Global" d'Spotify el dia 25 de març de 2022; tractant-se del primer cop en la història de la plataforma en què un solo brasiler i en què una dona llatinoamericana assolia aquest registre. Dies després d'aquesta fita, la cantant va anunciar que el seu nou disc seria llançat finalment el 12 d'abril, rebatejat amb el títol Versions of me. En tan sols un mes, va reportar-li el primer disc de diamant de la seva carrera.
L'agost de 2022, Anitta va obtenir un gran reconeixement enduent-se un premi MTV VMA, en la categoria al millor artista llatí, gràcies al tema Envolver. Fou el primer artista del Brasil en guanyar-ne un i la primera dona en obtenir el "Best Latin" en solitari.
Sense fer cap anunci previ, el 30 de novembre Anitta va publicar un nou EP. À Procura da Anitta Perfeita, amb set talls, va ser el primer treball íntegrament en portuguès des del llançament de Bang! el 2015. L'estrena no va lliurar-se de la polèmica, ja que tres de les cançons es van filtrar hores abans de l'hora prevista. La cantant va deixar entreveure que havia estat decisió de la Warner.

### Canvi de discogràfica
Després d'estires i arronses amb Warner Music, artista i discogràfica van anunciar el març de 2023 que separaven els seus camins. Setmanes després, va anunciar-se que la cantant brasilera fitxava per Universal Music, dintre del segell Republic Records (Taylor Swift, Karol G o Drake).
L'agost d'aquell any va publicar el primer treball amb la nova companyia, un EP amb tres noves cançons, sota el títol Funk generation: A favela love story. Gràcies a aquest llançament, l'estrella d'Honório Gurgel va reeditar el doblet dels premis MTV, enduent-se per segon any consecutiu el premi Best Latin als EMA i als VMA. El nou EP va ser un breu avançament del nou disc que preparava la cantant. L'abril de 2024 va sortir als carrers Funk generation, que Anitta va dedicar gairebé en exclusiva als ritmes del funk carioca, i on va cantar novament en tres idiomes. Entre els talls del nou LP es troba Double Team, en què participa la catalana Bad Gyal i el porto-riqueny Brray. De fet, la vilassarenca i la carioca ja havien enregistrat plegades Bota niña, un tema del disc debut de Bad Gyal La Joia —també d'Universal Music— que havia vist la llum el gener de 2024.

## Estil artístic

### Ball

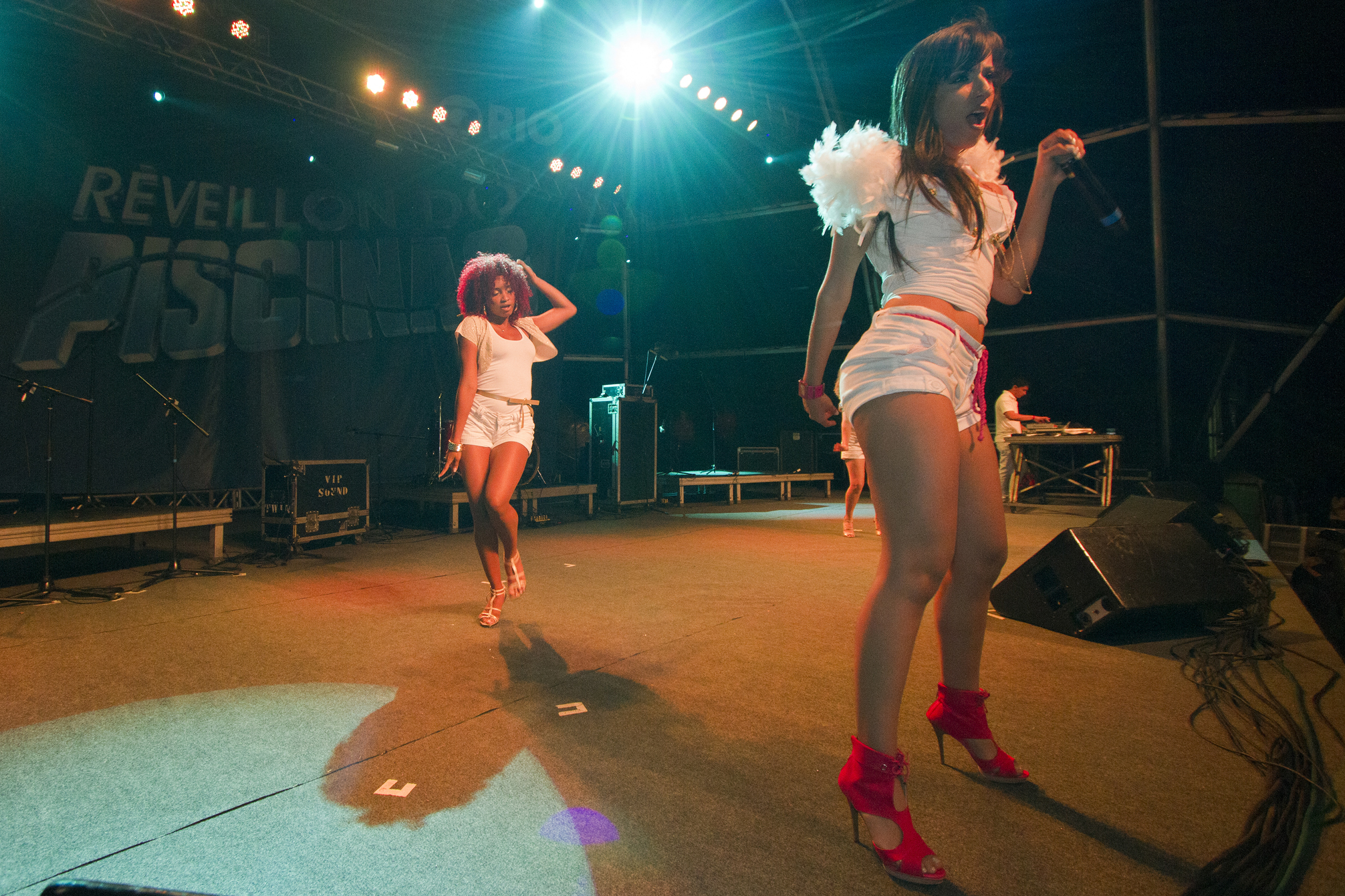
Actuació amb Furacão 2000, la seva discogràfica (2011).

Els inicis d'Anitta en el món de la música bevien, principalment, del ritme funk carioca. De fet, en la seva època amb la productora Furacão 2000, era presentada com MC Anitta. En les seves actuacions va popularitzar un pas de twerking, batejat com quadradinho (quadradet).

### Música
Les cançons funkeiras es van diluir ja des del seu primer treball en una sonoritat marcadament pop, que va permetre a Anitta guanyar de forma ràpida una parcela en el mercat musical brasiler. A partir del tercer treball (Bang!), explora altres estils, com ara samba, reggae i ritmes afrobrasilers.
En el seu camí d'expansió internacional, ha abraçat estils diversos com el dance, el reggaeaton, el hip-hop o l'MPB; sense perdre la base del pop comercial.
En diverses entrevistes, ha triat com a referents musicals les brasileres Sandy i Ivete Sangalo i les estatsunidenques Rihanna, Beyoncé i, per sobre de totes, Mariah Carey.

### Veu
Segons els especialistes, el registre d'Anitta és de soprano, amb un rang de dues octaves (G3 - G5). La crítica musical considera que la brasilera «no té un domini de la pròpia veu i mostra moltes llacunes com a cantant» i que «la veu d'Anitta és bastant limitada i deixa a desitjar en molts aspectes». En canvi, en quant al timbre de veu, la premsa especialitzada opina que s'ajusta bé als cànons de la música "pop comercial" i que és part del seu èxit.
Quan ha sigut qüestionada per aquest tema, Anitta ha reconegut sense problemes que no té la millor veu del món i que en la seva feina es valoren moltes més coses, que l'important és el balanç final i que els èxits obtinguts l'avalen.

## Transcendència

### Feminisme i sexualitat
Al Brasil, Anitta és un referent de l'empoderament femení i parla obertament sobre les relacions sentimentals o físiques, ben allunyada del paper tradicional que les dones encara tenen al seu país. En les lletres de les cançons, així com en les seves declaracions públiques, parla sobre el dret de les dones a triar el seu propi camí.
L'artista, que es va declarar bisexual, ha fet campanya sovint pels drets del col·lectiu LGBT i de la seva visibilització i també a favor de la positivitat corporal.

### Arrels i cultura de favela
A la gala dels MTV Video Music Awards de 2022, en la que Anitta va obtenir el seu primer Best Latin, Anitta va fer una defensa de les seves arrels als suburbis brasilers i del funk carioca. La carioca havia declarat en diverses ocasions que un dels seus objectius era revalorizar aquest estil, donar-la a conèixer al món, tot fent que els brasilers en poguessin estar orgullosos, traient-li l'etiqueta de "música de delinqüents" que tenia anys enrere.

### Exemple de gestió empresarial

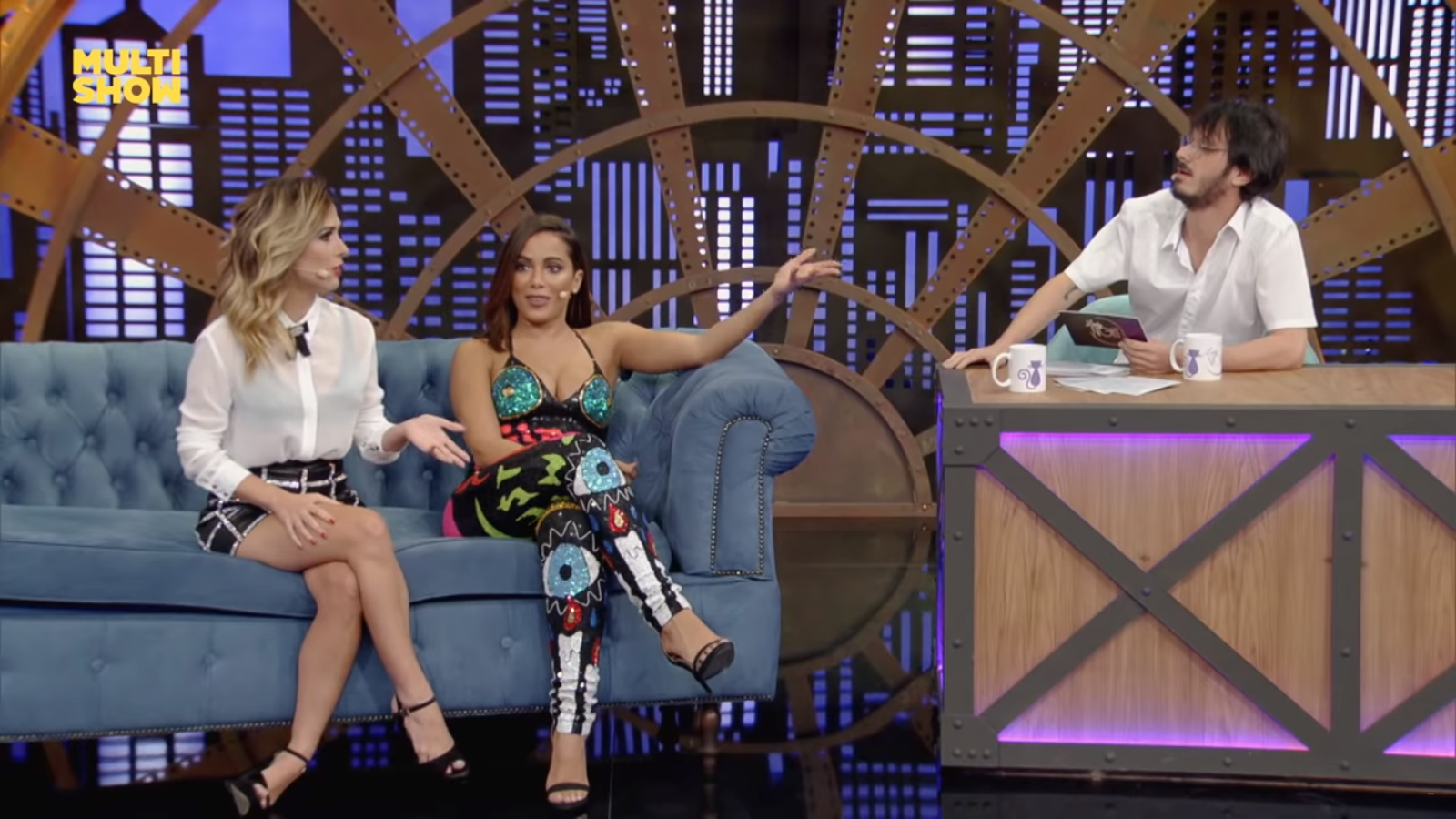
Durant una entrevista televisiva (2018).

El 2014 va fundar l'empresa Rodamoinho, que gestiona els seus drets d'imatge, contractes de publicitat, llicències de merchandising, etc. També té una divisió per la promoció i llançament de nous artistes i segell discogràfic. Sovint s'ha posat Anitta d'exemple d'una reeixida carrera professional autogestionada.
A més de dirigir la seva pròpia carrera, l'artista ha participat en diverses activitats en el món empresarial. L'any 2019 va ser contractada per l'AmBev, la major empresa de begudes d'Amèrica, per coordinar les campanyes del llançament d'una nova beguda alcohòlica, Skol Beats, i el 2021 va entrar a formar part del consell d'administració del banc digital Nubank.

## Vida personal
L'artista va estar casada entre novembre de 2017 i setembre de 2018 amb l'empresari Thiago Magalhães. En diferents aparicions davant la premsa, va s'ha declarat vegana, bisexual, practicant de candomblé i apasionada per la psicologia.
Tot i que les seves cançons no parlen expressament de política, en entrevistes i en les seves xarxes socials es va posicionar contra les polítiques del president Jair Bolsonaro i els membres del seu govern.
A mitjans de 2022, Anitta va anunciar que havia passat per quiròfan per tractar-se d'endometriosi. La cantant va revelar que havia patit molèsties durant 9 anys, però que es tractava d'una malaltia de difícil diagnòstic. El setembre de 2023, durant la campanya de llançament de l'EP Funk generation, va explicar que a finals de 2022 va haver de parar durant 5 mesos per un greu problema de salut.

## Discografia
| Àlbums d'estudi - Anitta (2013) - Ritmo Perfeito (2014) - Bang! (2015) - Kisses (2019) - Versions of me (2022) - Funk generation (2024) | EP - Anitta (2012) - Solo (2018) - À procura da Anitta perfeita (2022) - Funk generation: A Favela love story (2023) | Banda sonora - Clube da Anittinha (2018) - Clube da Anittinha 2 (2020) - Clube da Anittinha 3 (2022) | DVD en directe - Meu lugar (2014) | Sèrie documental - Vai Anitta (2018) - Anitta, made in Honório (2020) |

## Filmografia

### Cinema
| Títol                 | Any  | Personatge        | Comentaris            |
| --------------------- | ---- | ----------------- | --------------------- |
| Copa de Elite         | 2014 | Helena Boccato    |                       |
| Breaking Through      | 2015 | Ella mateixa      |                       |
| Meus 15 Anos: O Filme | 2017 | Ella mateixa      |                       |
| Minha Vida em Marte   | 2018 | Ella mateixa      |                       |
| Hitpig                | 2022 | Letícia dos Anjos | Doblatge al portuguès |

### Televisió
| Programa                              | Any           | Personatge       | Comentaris                                                 |
| ------------------------------------- | ------------- | ---------------- | ---------------------------------------------------------- |
| Domingão do Faustão                   | 2011          | Ella mateixa     | Secció "Garagem do Faustão"                                |
| Amor à Vida                           | 2013          | Ella mateixa     | Capítol: "12 de dezembro"                                  |
| Show da Virada                        | 2013–16       | Ella mateixa     | Especial de cap d'any                                      |
| Sai do Chão                           | 2014          | Copresentadora   | Capítol: "19 de janeiro"                                   |
| Dança dos Famosos                     | 2014          | Concursant       | Temporada 11                                               |
| Vai que Cola                          | 2014          | Ella mateixa     | Capítols: "As Poderosas" i "Ausência de Anitta"            |
| Didi e o Segredo dos Anjos            | 2014          | Deusa Soláris    | Telefilm                                                   |
| Alto Astral                           | 2015          | Ella mateixa     | Capítol: "4 de maio"                                       |
| Osmar                                 | 2015          | Pãonitta         | Veu. Capítol: "Show das Pãoderosas"                        |
| Tomara que Caia                       | 2015          | Policial Pereira | Capítol: "19 de julho"                                     |
| TVZ                                   | 2015          | Copresentadora   | Capítol: "9 de outubro de 2015"                            |
| Música Boa Ao Vivo                    | 2016–17       | Presentadora     | Temporades 3 i 4                                           |
| TVZ                                   | 2016          | Copresentadora   | Capítol: "14 de janeiro de 2016" i "31 de outubro de 2016" |
| Anitta Entrou no Grupo                | 2018–19       | Presentadora     |                                                            |
| Prêmio Multishow de Música Brasileira | 2018          | Presentadora     |                                                            |
| Clube da Anittinha                    | 2018–presente | Anittinha        | Veu                                                        |
| The Voice Brasil                      | 2018          | Supercoach       | Temporada 7                                                |
| La Voz... México                      | 2018          | Coach            | Temporada 7                                                |
| TVZ                                   | 2018          | Copresentadora   | Capítol: "12 de outubro de 2018"                           |
| Vai Anitta                            | 2018          | Ella mateixa     | Docusèrie                                                  |
| Prêmio Multishow de Música Brasileira | 2019          | Presentadora     |                                                            |
| Amor de Mãe                           | 2020          | Sabrina          | Capítols: "27 de fevereiro" i "02 de março"                |
| Anitta Dentro da Casinha              | 2020          | Presentadora     |                                                            |
| Anitta: Made in Honório               | 2020          | Ella mateixa     | Docusèrie                                                  |
| Premis Grammy Llatins                 | 2022          | Presentadora     |                                                            |
| Élite                                 | 2023          | Jéssica Ferraz   |                                                            |

## Premis i reconeixements
| Premi                                 | Any  | Categoria                               | Per                                                           |
| ------------------------------------- | ---- | --------------------------------------- | ------------------------------------------------------------- |
| MTV Video Music Awards                | 2022 | Millor artista llatinoamericà           | Envolver                                                      |
| MTV Video Music Awards                | 2023 | Millor artista llatinoamericà           | Funk Rave                                                     |
| American Music Awards                 | 2022 | Millor artista llatinoamericana         |                                                               |
| Nickelodeon Kids' Choice Awards       | 2022 | Millor artista brasiler                 |                                                               |
| Latin American Music Awards           | 2018 | Millor videoclip                        | Medicina                                                      |
| Latin American Music Awards           | 2019 | Millor videoclip                        | R.I.P.                                                        |
| Latin American Music Awards           | 2021 | Millor artista femenina                 |                                                               |
| Latin American Music Awards           | 2022 | Millor videoclip                        | Girl from Rio                                                 |
| ASCAP Latin Music Awards              | 2019 | Cançó de l'any                          | Machika (amb J Balvin i Jeon)                                 |
| MTV Europe Music Awards               | 2014 | Millor artista del Brasil               |                                                               |
| MTV Europe Music Awards               | 2015 | Millor artista del Brasil               |                                                               |
| MTV Europe Music Awards               | 2015 | Millor artista llatinoamericà           |                                                               |
| MTV Europe Music Awards               | 2016 | Millor artista del Brasil               |                                                               |
| MTV Europe Music Awards               | 2017 | Millor artista del Brasil               |                                                               |
| MTV Europe Music Awards               | 2018 | Millor artista del Brasil               |                                                               |
| MTV Europe Music Awards               | 2022 | Millor artista llatinoamericà           |                                                               |
| MTV Europe Music Awards               | 2023 | Millor artista llatinoamericà           |                                                               |
| MTV Millennial Awards Brasil          | 2018 | Millor artista                          |                                                               |
| MTV Millennial Awards Brasil          | 2018 | Millor col·laboració                    | Downtown (amb J Balvin)                                       |
| MTV Millennial Awards Brasil          | 2018 | Himne de l'any                          | Vai malandra (amb Zaac, Maejor, Tropkillaz i DJ Yuri Martins) |
| MTV Millennial Awards Brasil          | 2019 | Millor videoclip                        | Banana                                                        |
| MTV Millennial Awards Brasil          | 2019 | Himne de l'any                          | Bola rebola (amb Tropkillaz, J Balvin i Zaac)                 |
| MTV Millennial Awards Brasil          | 2020 | Millor artista                          |                                                               |
| MTV Millennial Awards Brasil          | 2020 | Millor col·laboració nacional           | Combatchy (amb Lexa, Luisa Sonza i Rebecca Alves)             |
| Premi de la Música Brasilera          | 2024 | Millor llançament en llengua estrangera | Funk Generation: A Favela Love Story                          |
| Prêmio Multishow de Música Brasileira | 2013 | Millor videoclip                        | Show das poderosas                                            |
| Prêmio Multishow de Música Brasileira | 2013 | Millor cançó viral                      | Show das poderosas                                            |
| Prêmio Multishow de Música Brasileira | 2015 | Millor cançó                            | Ritmo perfeito                                                |
| Prêmio Multishow de Música Brasileira | 2015 | Millor concert                          | Meu lugar Tour                                                |
| Prêmio Multishow de Música Brasileira | 2016 | Millor cançó                            | Blecaute (amb Jota Quest i Nile Rodgers)                      |
| Prêmio Multishow de Música Brasileira | 2016 | Millor concert                          | Bang Tour                                                     |
| Prêmio Multishow de Música Brasileira | 2017 | Millor artista femenina                 |                                                               |
| Prêmio Multishow de Música Brasileira | 2017 | Millor cançó viral                      | Loka (amb Simone & Simaria)                                   |
| Prêmio Multishow de Música Brasileira | 2017 | Millor cançó                            | Sim ou não (amb Maluma)                                       |
| Prêmio Multishow de Música Brasileira | 2018 | Millor cançó viral                      | Vai malandra                                                  |
| Prêmio Multishow de Música Brasileira | 2018 | Millor videoclip                        | Vai malandra                                                  |
| Prêmio Multishow de Música Brasileira | 2019 | Millor cançó viral                      | Onda diferente (amb Ludmilla i Snoop Dogg)                    |
| Prêmio Multishow de Música Brasileira | 2019 | Millor videoclip                        | Terremoto (amb Kevinho)                                       |
| Prêmio Multishow de Música Brasileira | 2020 | Millor videoclip                        | Combatchy                                                     |
| Prêmio Multishow de Música Brasileira | 2021 | Millor cançó                            | Girl from Rio                                                 |
| Prêmio Multishow de Música Brasileira | 2021 | Millor videoclip                        | Girl from Rio                                                 |
| Prêmio Multishow de Música Brasileira | 2022 | Artista de l'any                        |                                                               |
| Prêmio Multishow de Música Brasileira | 2022 | Millor cançó                            | Envolver                                                      |
| Prêmio Multishow de Música Brasileira | 2022 | Millor videoclip                        | Boys don't Cry                                                |
| Prêmio Multishow de Música Brasileira | 2023 | Millor videoclip                        | Pilantra (amb Jão)                                            |
| Melhores do ano (Rede Globo)          | 2013 | Millor cançó                            | Show das poderosas                                            |
| Melhores do ano (Rede Globo)          | 2015 | Millor artista femenina                 |                                                               |
| Melhores do ano (Rede Globo)          | 2016 | Millor artista femenina                 |                                                               |
| Melhores do ano (Rede Globo)          | 2018 | Millor artista femenina                 |                                                               |
| Premi APCA                            | 2013 | Cantant revelació                       |                                                               |
| Troféu Imprensa                       | 2018 | Millor artista femenina                 |                                                               |
| Troféu Imprensa                       | 2019 | Millor artista femenina                 |                                                               |
| Troféu Imprensa                       | 2022 | Millor artista femenina                 |                                                               |
| LOS40 Music Awards                    | 2019 | Millor videoclip                        | R.I.P.                                                        |
| LOS40 Music Awards                    | 2022 | Millor artista o grup llatí             |                                                               |
| Festival de Viña del Mar              | 2024 | Gavina de plata                         |                                                               |

- 2014: La revista Forbes, en la seva edició brasilera, va afegir Anitta en la llista 30 under 30.[122]
- 2022: Forbes torna a incloure Anitta en la llista 30 under 30, aquest cop en l'edició internacional.[123]
- La cantant ha sigut candidata en 8 ocasions als Grammy Llatins.[124] El 2023 va rebre la seva primera nominació als Grammy, competint en la categoria d'artista revelació.[125]